# رالف غرينليف
رالف غرينليف (بالإنجليزية: Ralph Greenleaf)‏ هو لاعب بلياردو أمريكي ‏، ولد في 3 نوفمبر 1899، وتوفي في 15 مارس 1950.

## وصلات خارجية
- رالف غرينليف على موقع الموسوعة البريطانية (الإنجليزية)